# Alanenjärvi, Norrbotten
Alanenjärvi är en sjö i Pajala kommun i Norrbotten och ingår i Torneälvens huvudavrinningsområde.